# 棒状引力波探测器

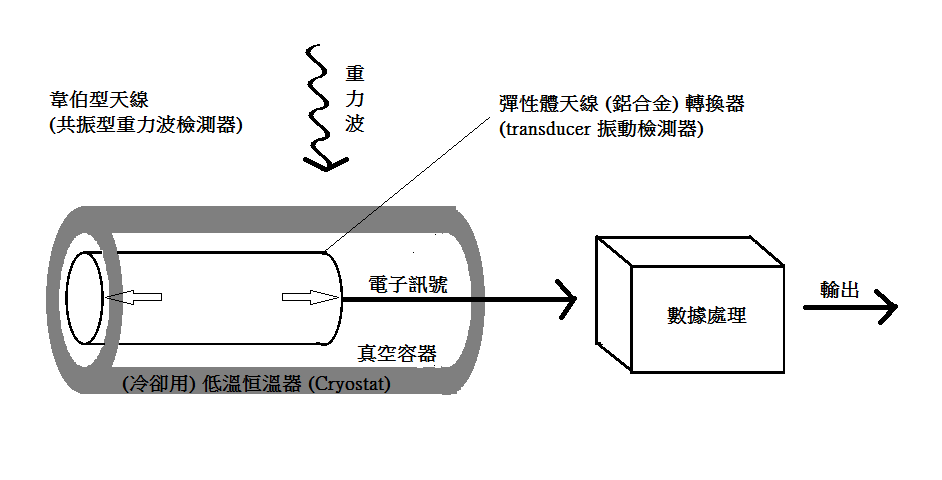
韋伯型天線

棒状引力波探测器是最早的一种引力波探测器，是20世纪60年代美国马里兰大学的约瑟夫·韦伯（Joseph Weber）首先制造的，因此也稱为韋伯棒（Weber bar）。采用铝质实心圆柱，长2米，直径1米，用细丝悬挂起来。这样的圆柱具有很高的品质因子（阻尼系数的倒数），振动时的能量损失率很小，本征频率在1kHz以上。当引力波照射到圆柱上时圆柱会发生，继而可以通过安装在圆柱周围的压电传感器检测出来。它的缺点是容易受到地震、空气振动、温度和湿度变化、空气分子布朗运动的干扰。为排除这些干扰，韦伯在相距1000公里的地方放置了两个相同的棒状探测器，只有两个探测器同时检测到的振动才被记录下来。1969年，韦伯宣称他的探测器得到了可靠的结果，立刻引起轰动，但是后来的重复实验都得到了零结果，并且发现韦伯的棒状探测器的噪声远远大于引力波带来的响应。此后意大利、澳大利亚、美国的科学家都相继建造了类似的铝质圆柱形探测器，有的采取了更复杂的减震、低温、真空等措施排除干扰，如意大利在罗马附近建造的重2.3吨、温度冷却到0.1K的棒状波探测器。但是这些探测器都没有得到令人信服的证据。